# Józef Pawlikowski
Józef Herman Pawlikowski (ur. 28 marca 1767 w Rozprzy, zm. 1829 w Warszawie) – pisarz, publicysta, pamiętnikarz, adwokat, wojskowy i polityk.

## Życiorys
Był synem kowala z Rozprzy wywodzącego się ze zubożałej szlachty, która ostatecznie przyjęła prawo miejskie, dlatego Józefa Pawlikowskiego należy sklasyfikować jako mieszczanina. Pierwsze nauki pobierał prawdopodobnie w piotrkowskich szkołach wydziałowych. Studiował prawo (słuchacz „lekcji publicznych”) w Szkole Głównej Koronnej w Krakowie, gdzie należał do Związku Filantropów. Pod koniec roku 1787 (przez kilka miesięcy) przebywał w Wilnie. Deputowany do Sejmu Wielkiego, który działał w tym okresie także jako publicysta. W tym czasie opracowywał on między innymi ustawy dotyczące uwłaszczenia chłopów. Krytykował on również Konstytucję 3 Maja, jako dokument, w którym utrzymują się „przesądy polityczne i przywileje”, uważając, iż jej zapisy są zbyt konserwatywne. W 1793 roku, pracując w Warszawie jako adwokat, był członkiem sprzysiężenia (jakobińskiego skrzydła ruchu) przygotowującego wybuch insurekcji kościuszkowskiej. Po upadku insurekcji wyemigrował do Belgii, a następnie do Francji.
Po przybyciu do Francji poparł Deputację Polską i był jednym z sygnatariuszy aktu jej zawiązania 22 sierpnia 1795 roku. Potem pełnił funkcję osobistego sekretarza Tadeusza Kościuszki. Razem z nim był współautorem broszury „Czy Polacy wybić się mogą na niepodległość?” . Nakłaniał w niej, zgodnie z myślą Tadeusza Kościuszki, aby Polska podjęła walkę o niepodległość przy użyciu jedynie sił własnego narodu, nie licząc na pomoc innych państw. Z powodu, iż broszura krytykowała ówczesną politykę Republiki Francuskiej, Pawlikowski był inwigilowany przez francuską policję. Późniejsze wydania tej broszury miały ogromny wpływ na rozwój ruchu partyzanckiego w XIX wieku.
W roku 1807 przedstawił on Cesarzowi Francuzów Napoleonowi Bonaparte memoriał, w którym chwalił zniesienie niewoli polskich chłopów.
Po wypadkach lat 1812–1815 przebywał ponownie w Warszawie, udzielając odpłatnie porad adwokackich. W okresie Królestwa Polskiego pozostawał początkowo w Warszawie, później w Krakowie i Poznaniu. Właśnie w stolicy Wielkopolski wstąpił w 1821 roku do Narodowego Towarzystwa Patriotycznego. W lipcu 1826 został aresztowany przez Prusaków (więziony w klasztorze karmelitów na Lesznie) i wydany Rosjanom, którzy osadzili go w więzieniu w Warszawie, gdzie zmarł niespełna 3 lata później (1829).

## Twórczość
Ważniejsze dzieła

1. O poddanych polskich (Kraków) 1788 (wyd. anonimowe); fragmenty przedr. S. Inglot w: Próby reform włościańskich w Polsce XVIII w. Wybór źródeł, Wrocław 1952; całość „Materiały do dziejów Sejmu Czteroletniego” t. 1, Wrocław 1955 (autorstwo udowodnił E. Rostworowski; poprzednio przypisywano je D. Pilchowskiemu, J. Wybickiemu, M. Poniatowskiemu, M. F. Karpiowi i A. Zamoyskiemu)
2. Myśli polityczne dla Polski, Warszawa 1789; wyd. następne: Warszawa 1789 (w rzeczywistości: Łuck 1790, przedr. „piracki”); także wyd. tytułowe pt. Przydatek do Uwag nad życiem Jana Zamoyskiego pod myśl nad stanem Polski do druku podany w Chełmie roku 1791 (Łuck 1791); fragmenty przedr. S. Inglot jak wyżej poz. 1 (autorstwo jak wyżej poz. 1)
3. Czy Polacy wybić się mogą na niepodległość? W Prykopie nad Donem (Paryż 1800, anonimowo), wyd. następne: Czy Polacy mogą się wybić na niepodległość?, wyd. J. N. Leszczyński, „wyd. 2 popr.” Warszawa 1831 (z przypisaniem autorstwa K. Kniaziewiczowi); (wyd. J. N. Leszczyński) „wyd. nowe popr.” Warszawa 1831 (z przypisaniem autorstwa jak wyżej); Warszawa 1831 (Lwów 1834 – tajny druk Ossolineum, według wyd. 3, z przypisaniem autorstwa jak wyżej); „Przegląd dziejów polskich” t. 3 (red. J. N. Janowski, W. Heltman), Poitiers 1839 (anonimowy, z sugestią autorstwa K. Kniaziewicza lub J. Sułkowskiego); Poitiers 1839 (anonimowo); „wyd. 6" i „wyd. 7" (Paryż) 1843 (dwa wydania, przedr. wydań osobno z Poitiers); wyd. H. Mościcki w: Pisma Tadeusza Kościuszki, Warszawa 1947 (z przypisaniem autorstwa Kościuszce, wyd. niepoprawione); według wyd. 2 do druku przygot. i wstępem opatrzył E. Halicz, Warszawa 1967; fragmenty przedr. w zbiorach: Wybór tekstów źródłowych z historii Polski w l. 1784-1864, oprac. S. Kieniewicz, T. Mencel, W. Rostocki, Warszawa 1956; Nurty lewicowe w dobie powstań narodowych 1794-1849, oprac. J. Kowecki, T. Łepkowski i in.; Wrocław 1961, „PAN. Biblioteka Historyczna Roku Mickiewicza” seria II, t. 5; przekł.: niemiecki (około roku 1800), rosyjski (1956)
4. Réponse aux assertions de l’auteur des Campagnes de Suworow au sujet de celle que ce général fit en Pologne dans l’année 1794, Paryż 1800 (odpowiedź na pismo F. Anthing: Les Campagnes de feldmaréchal Suworow Rymniksky, Gotha 1799, także Londyn 1799)
5. O prawach kryminalnych, Warszawa 1818; druk wyd. pod nazwiskiem Pawlikowskiego (bez imienia)
6. Sprostowanie pism względem Kościuszki, „Weteran Poznański” 1825 nr 1-4
7. Pamiętnik o przygotowaniach do insurekcji kościuszkowskiej, fragmenty wyd. L. S. (Siemieński), „Przegląd Polski” rocznik 10 (1875/1876), t. 3 (39), zeszyt 7, s. 59–97; fragmenty przedr.: A. Zahorski w: Polska sztuka wojenna w okresie powstania kościuszkowskiego, Warszawa 1960 „Wypisy Źródłowe do Historii Polskiej Sztuki Wojennej” nr 10; J. Kowecki, T. Łepkowski jak wyżej poz. 3, s. 3–8; fragm. odpisu w Ossolineum, sygn. 6974/I 5.
8. Negocjacje w Paryżu w 1806 r. o powrót do Polski, między Kościuszką, dawniej naczelnikiem Polski, i Napoleonem Bonaparte, cesarzem francuskim, rękopis (odpis): Archiwum Główne Akt Dawnych (Archiwum Wilanowskie, sygn. 236, k. 26-47).

Według przypuszczeń B. Leśnodorskiego autorstwa Pawlikowskiego jest zapewne artykuł o sądach kryminalnych ogł. w czasopiśmie „Dziennik Powstania Narodu” 1794 nr 3-4. Natomiast w paryskim „Moniteur” z 24 września 1809 ogł. ponadto wspomnienie o I. Potockim.
Listy i memoriały
1. Do J. Przybylskiego z Wilna z 20 października 1787, z Warszawy z 8 listopada 1788; z rękopisu Biblioteki Jagiellońskiej, sygn. 148/II fragm. cytował: E. Rostworowski: Jakobin J. Pawlikowski anonimowym autorem słynnych pism politycznych, „Kwartalnik Historyczny” rocznik 43 (1956) nr 2; E. Rostworowski: „Myśli polityczne” J. Pawlikowskiego w: Legendy i fakty XVIII w., Warszawa 1963 (z korespondencji z Przybylskim wynika, że pisywał również do K. Ostrowskiego, kanonika krakowskiego)
2. Do Stanisława Augusta z Krakowa z 2 sierpnia 1788; z rękopisu Biblioteki Czartoryskich, sygn. 723 ogł.: J. Korzonek (W. Konopczyński), „Przegląd Powszechny” t. 232 (1951); E. Rostworowski jak wyżej poz. 1
3. Memoriał do Napoleona z 29 sierpnia 1807, rękopis: Arch. du Ministère des Affaires Étrangères w Paryżu (Pologne, sygn. 324, k. 242-243).